# Arthur Griffith
Pour les articles homonymes, voir Griffith.
Arthur Griffith (irlandais : Árt Ó Gríofa) (31 mars 1871 à Dublin - 12 août 1922) est un journaliste et homme d'État irlandais à l’origine de la fondation du Sinn Féin. Il dirige, avec Michael Collins, la délégation irlandaise chargée de négocier le traité anglo-irlandais de 1921 et occupe le poste de président du second Dáil Éireann de janvier à août 1922.

## Biographie
Né à Dublin en 1872, Arthur Griffith reçoit une formation d’imprimeur avant de se tourner vers le journalisme et l’écriture.
En 1893, il participe à la fondation de la Celtic Literary Society et devient rapidement un membre de la Gaelic League, une organisation ayant pour but de restaurer la langue irlandaise, et de l’Irish Republican Brotherhood (IRB, une fraternité luttant pour la mise en place d’une république indépendante et souveraine en Irlande, qu’il quitte en 1910.
Griffith émigre ensuite en Afrique du Sud, entre 1896 et 1898, pendant la guerre des Boers (problème de date s'il part en 1898) où il s’engage contre les Britanniques. Cette période de sa vie marque aussi la naissance de son admiration pour Paul Kruger, le président de la république sud-africaine du Transvaal.
À son retour en 1899, Griffith reprend l’hebdomadaire The United Irishman fondé en 1848 par John Mitchell un des premiers intellectuels à avoir développé l’idée d’un nationalisme unitaire par le biais de Jeune Irlande, un parti politique fondé au milieu du XIXe siècle.
En 1900, Griffith fonde sa première organisation politique, le Cumann na nGaedhael (la famille des Gaëls), chargé d’unifier les groupes nationalistes et séparatistes d’Irlande.
En 1903, Griffith est à l’origine de la création du National Council mis en place pour manifester contre la venue du roi Édouard VII en Irlande.
En 1906, The United Irishman, devenu le journal officiel du Sinn Féin, fait faillite. Griffith le refonde en 1907 et le baptise Sinn Féin pour affirmer l’engagement du journal au côté du jeune parti nationaliste. Le journal subsiste jusqu’à son interdiction par le gouvernement britannique en 1914. Il est à nouveau refondé et porte ensuite le nom de Nationality.
En 1913, il soutient la formation des Irish Volunteers, un corps de volontaires fondé par de nombreux mouvements nationalistes en réponse à la création de l’UFV (Ulster Volunteer Force) par les Unionistes d’Ulster et participe aux incidents de Howth. C'est dans ce port situé dans la baie de Dublin, en juillet 1914, que le romancier Robert Erskine Childers a fait débarquer de son yacht Asgard 900 fusils achetés en Allemagne pour les Irish Volunteers. Cet échange provoque une intervention de l’armée britannique qui fait 3 victimes. 
Arthur Griffith est donc un nationaliste irlandais inscrit dans divers mouvements prônant une certaine indépendance pour l’Irlande. Cependant, il est à la marge des indépendantistes qui veulent une rupture complète des relations avec l’empire britannique car Griffith penche pour des idées plus nuancées et qui serviront de pilier à la construction du Sinn Féin.

## Arthur Griffith et le Sinn Féin
Le 28 novembre 1905 est fondé le Sinn Féin, qui veut dire « nous-mêmes » en gaélique, par Arthur Griffith et Bulner Hobson.
Ce parti a pour objectif de faire atteindre à l'Irlande son indépendance culturelle et économique. Il regroupe différents groupes de Féniens, des membres du Parti nationaliste, des féministes, des pacifistes ainsi que plusieurs groupes radicaux comme le Dungannon clubs, le National Council, l’Inghinidhe na hEirann et le Cumann na nGaedhael.
Le programme du parti est essentiellement inspiré des idées de Griffith, exprimées dans une suite d’articles publiés l’année précédente et regroupés dans un ouvrage, The Resurrection of Hungary : A Paralell for Ireland.
- L’Irlande doit devenir un partenaire égal de la couronne britannique par le biais d’une double monarchie (dual monarchy).
- L’Irlande doit développer ses propres ressources et s’appuyer sur le marché intérieur. De cette façon la construction d’une industrie nationale, protégée par des tarifs élevés, serait possible. Tout cela permettrait à l’Irlande de subvenir à ses moyens et stopperait l’émigration.
- Le Sinn Féin appelle à une résistance passive. Les députés irlandais doivent ainsi quitter le Parlement britannique pour former une assemblée nationale en Irlande tandis que la population a pour devoir d’abandonner sa coopération avec les institutions du gouvernement en faveur des institutions irlandaises.

Griffith prend rapidement la tête de ce parti, les idées du journaliste étant le ciment de ce nouveau groupuscule.
Bien que le Sinn Féin influe fortement certains votants en raison de son nom, il obtient peu de soutien. En août 1909, il n'a que 515 membres dans toute l'Irlande dont 211 à Dublin. Jusqu'en 1915, le parti souffre de sérieuses difficultés financières, au point de ne pas pouvoir payer le loyer de ses locaux à Dublin. 

## L'insurrection de Pâques 1916
Le 24 avril 1916, lundi de Pâques, une insurrection est lancée par l’Irish Republican Brotherhood (IRB). Les insurgés s’emparent de plusieurs points stratégiques de Dublin avant de proclamer devant l’Hôtel des Postes la naissance de la république Irlandaise. Refusant l’usage de la violence et regardant d’un mauvais œil l’expansion de la guérilla et du terrorisme en Irlande, Griffith refuse de participer au soulèvement qu’il juge prématuré. 
La réaction de l’armée britannique ne se fait pas attendre puisque le soulèvement est écrasé en cinq jours et les signataires de la déclaration d’indépendance ainsi que les chefs militaires de l’insurrection sont fusillés. Ces exécutions retournent l’opinion publique qui fait des victimes de véritables martyrs.
Griffith est arrêté, la population et la police britannique pensant que le Sinn Féin était à l’origine de l’insurrection. Cette confusion alimentée par les Britanniques dans le but de jeter le discrédit sur Griffith et son parti ne contribue cependant qu’à renforcer son influence.
Après sa libération, il devient le président du Sinn Féin, à présent constitué en une organisation républicaine. 

## La guerre d'indépendance
Le 6 mai 1918, lord French est nommé gouverneur général d’Irlande. À la suite d'une réorganisation du château de Dublin, où siège le pouvoir britannique, l’administration fait état d’un complot dirigé contre le nouveau vice-roi et utilise ce prétexte pour arrêter la nuit du 17 mai une centaine de chefs nationalistes dont Griffith. Pendant sa détention, il est élu député de l’East Cavan.
Le 21 janvier 1919, à l’Hôtel de Ville de Dublin le Sinn Féin se constitue (en toute illégalité) en assemblée souveraine (premier Dáil ou Dáil Éireann) ayant pour but de ratifier la mise en place de la République irlandaise qui avait été proclamée durant l’insurrection de Pâques 1916. Est également créé un véritable ministère républicain sous la direction d’Éamon de Valera dans l’optique de mener une lutte toujours plus active contre les Britanniques. Cet évènement est considéré comme le point de départ de la guerre d’indépendance Irlandaise. Griffith, alors libéré, accède à la présidence du Dáil en juin 1919, en remplacement de De Valera, parti pour les États-Unis.
À la suite d'une série d’assassinats et d’attentats perpétrés par l’armée républicaine irlandaise (IRA, Irish Republican Army) en novembre 1920, Griffith est arrêté le 6 novembre et emprisonné avec les autres leaders du Sinn Féin tel qu’Eoin MacNeill et Eamon Dugan. S’il est libéré quelque temps avant la fin de la guerre anglo-irlandaise, son emprisonnement engendre d’irrémédiables séquelles sur sa santé.

## Le traité de Londres 1921
En octobre 1921, Éamon de Valera, plutôt que de se rendre lui-même à Londres, envoie Michael Collins et Griffith négocier un traité de paix avec l’empire britannique. Durant les négociations, David Lloyd George réussit à leur faire accepter le statut de dominion pour l’Irlande et le retour dans l’État libre d'Irlande des comtés de Tyrone, de Fermanagh, une portion d’Armagh et les villes de Newry et de Derry, obligeant ainsi les comtés protestants à se détacher de l’empire.
Pour Griffith, le traité est le meilleur qui puisse exister, le gouvernement britannique ne gardant le monopole des décisions que lorsque celles-ci concernaient des questions impériales.
Le traité divise l’Irlande en deux camps : De Valera, Austin Stack et Brugha s’opposent à Griffith et Collins. Étrangement les débats qui eurent lieu entre le 14 décembre 1921 et le 10 janvier 1922 portent essentiellement sur les signes d’appartenance à la couronne, autrement dit, au statut de dominion, lié à la couronne par un serment de fidélité.
Le 7 janvier 1922, le Dáil ratifie le traité. Le lendemain, De Valera, excédé, déclare qu’il n’acceptera jamais « l’autodétermination avec un canon (de pistolet) pointé sur lui ». Le 9 il démissionne de son poste de président du Dáil et Griffith le remplace le jour qui suit à la suite d'élections et forme un nouveau gouvernement.
Le 16, les membres du gouvernement provisoire sont reçus au château de Dublin, siège du gouvernement britannique en Irlande et assistent à un transfert de pouvoir symbolique. Le 1er février, Collins et Griffith rencontrent une délégation de nationalistes du nord et leur assurent que les six comtés d’Ulser seront ralliés à l’État libre d'Irlande.
L’effort l'ayant progressivement affaibli, Griffith meurt d’une hémorragie cérébrale le 12 août 1922, en plein début de la guerre civile irlandaise, peu avant que Collins ne soit tué.
D’après l’historien Diarmaid Ferriter, Griffith fut rapidement “effacé” de l’histoire irlandaise même si on lui doit la création du Sinn Féin. Sa veuve dut en effet se battre pour obtenir une pension auprès des anciens collègues de son mari. Il faut d’ailleurs attendre 1968 pour qu’une plaque commémorative soit fixée sur la maison familiale des Griffith.
Plusieurs rues et lieux publics portent son nom aujourd’hui comme Griffith Avenue au Nord de Dublin ou Arthur Griffith Park à Lucan dans le comté de Dublin.
Un obélisque fut érigé en son honneur en 1950 à Leinster House ainsi qu’en celui de Michael Collins.

## Un homme politique paradoxal
Il faut pourtant nuancer le portrait de Griffith, celui-ci ayant été utilisé à des fins politiques de nombreuses fois.
Griffith était un nationaliste avant d’être un démocrate même s’il est vu comme un des pères fondateurs de la république d’Irlande. Il pensait que les droits de l’État venaient avant ceux de l’individu. 
Le Sinn Féin n’était pas au départ républicain et Arthur Griffith était prêt à s’accommoder avec la Constitution de 1782 qui maintenait le lien monarchique entre l’Irlande et l’empire britannique. De plus, les accusations portées contre le Sinn Féin à la suite de l'insurrection de Pâques 1916 étaient sans fondement puisque le parti était un mouvement pacifique.
La possibilité d’appliquer les idées de double monarchie et d’une économie autosuffisante ont souvent été remise en question d’autant que ses théories économiques s'appuyaient sur une lecture erronée de Friedrich List (National System of Political Economy, Londres, 1885) et ses connaissances sur la Hongrie contemporaine étaient incomplètes.
On a aussi prouvé récemment que Griffith avait peu de considération pour les Unionistes car il estimait qu’il n’y avait pas de conflits d’intérêt au sein de la communauté irlandaise. 

## Les accusations d'antisémitisme
On accuse aussi souvent Griffith d’avoir été antisémite. Ces accusations s'appuient sur le comportement qu’a eu le journaliste face à des événements divers.

Durant l’affaire Dreyfus, Griffith exprima à travers une série d’articles publiés dans The United Irishman une véritable haine des Juifs. Et même après qu’Alfred Dreyfus fut gracié, il resta profondément antidreyfusard. Il va même jusqu’à écrire en 1899 dans son hebdomadaire :
« J’ai souvent affirmé ces dernières années que les Trois Influences Démoniaques de ce siècle étaient les Pirates, les Francs-Maçons et les Juifs. » 
Il eut aussi un comportement antisémite durant les émeutes de Limerick : en janvier 1904, le père John Creagh de Limerick critiqua violemment le rôle des Juifs dans l’histoire de l’Irlande.
Il les accusa de vouloir « boire le sang » des Irlandais et appela au boycott des magasins juifs. S’ensuivit la nuit même une explosion de violence contre la petite communauté juive de Limerick qui ne put jamais se reconstituer à cause de la crise économique découlant du boycott. Arthur Griffith écrivit alors dans The United Irishman des articles qui soutenaient la démarche du père Creagh. Il affirmait ainsi que chaque Irlandais et Irlandaise pouvait s’inquiéter de l’arrivée massive des Juifs en Irlande. Il déclara ensuite que les Juifs étaient des économistes diaboliques («economic evil») et qu’ils resteraient toujours des étrangers. Une semaine plus tard, il nomma les Juifs « ces vautours ».